# قصه جاویدان
قصه جاویدان (فرانسوی: Une histoire immortelle‎) فیلمی فرانسوی به کارگردانی اورسن ولز است که در سال ۱۹۶۸ منتشر شد. از بازیگران آن می‌توان به ژن مورو، اورسن ولز و فرناندو ری اشاره کرد. این فیلم در ابتدا در تلویزیون فرانسه پخش شد اما بعدتر بر پردهٔ سینما نیز رفت. این فیلم بر اساس داستان کوتاهی از کارن بلیکسن نویسندهٔ دانمارکی ساخته شده‌است. قصه جاویدان کوتاه‌ترین فیلم بلندی است که ولز ساخته است.